# Discours de haine

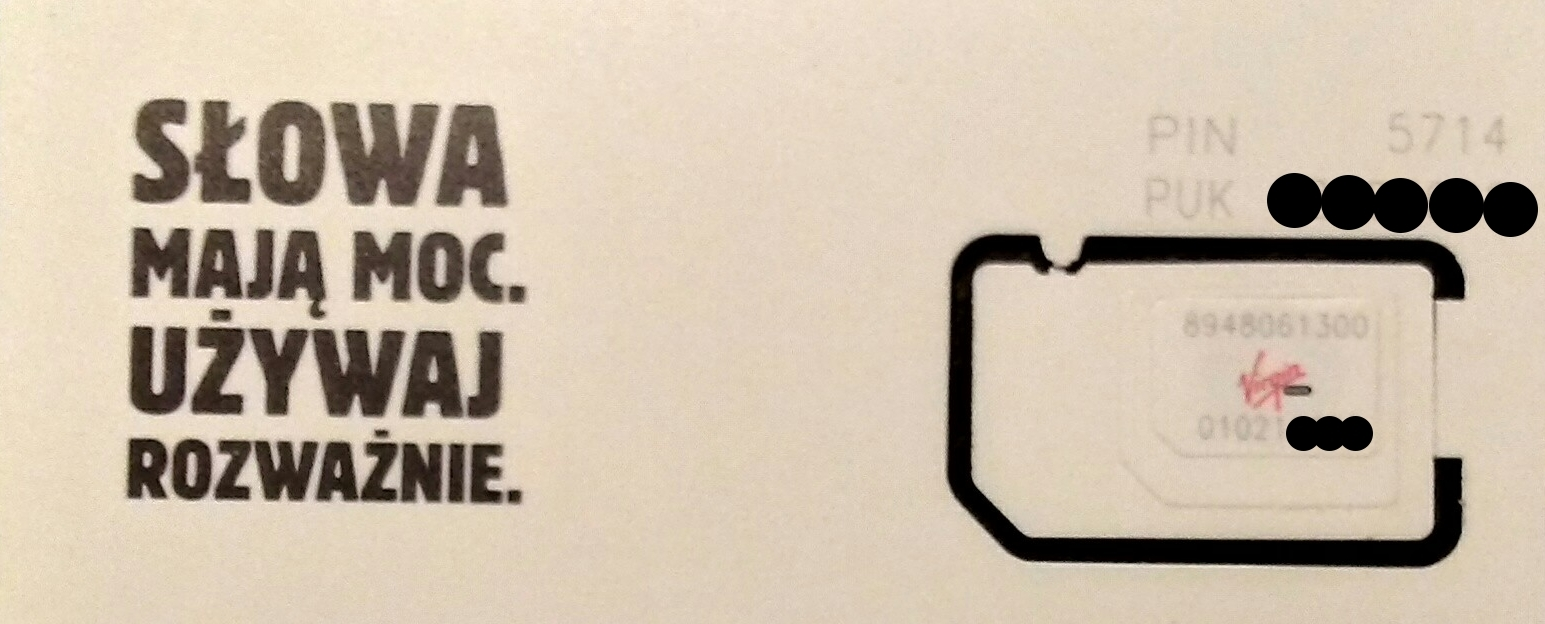
Carte SIM en Pologne affichant le slogan de la campagne contre le discours de haine "« Les mots ont du pouvoir, utilisez-les avec sagesse ».

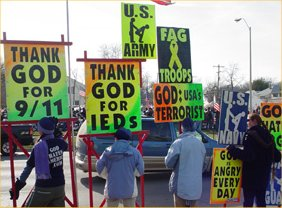
Manifestation de la Westboro Baptist Church aux États-Unis. Les panneaux disent Dieu merci pour le 11 septembre, Dieu merci pour les engins explosifs improvisés et Nos soldats sont des pédés.

Un discours de haine (ou « discours haineux », « discours de la haine ») désigne un type de discours ou de système qui (au-delà de la violence ou de l'injure ponctuelle en termes de force et de nature) attaque une personne ou un groupe de personnes sur la base de caractéristiques diverses (couleur de peau, ethnie, âge, sexe, orientation sexuelle, religion, etc.). L'Histoire a montré que le discours haineux peut conduire à des suicides, lynchages, fusillades de masse,,, attaques par explosifs, guerres, crimes de masses et processus génocidaires comme en ex-Yougoslavie et au Rwanda (voir : incitation au génocide).
Ce genre de discours est également appelé « antilocution » sur l'échelle d'Allport (qui mesure le degré de manifestation du préjugé dans une société).

## Discours haineux en général
Le discours de haine est souvent une incitation à la haine raciale ; c'est le délit le plus retenu juridiquement, notamment dans les lois contre le racisme et les discours de haine. Il est également régulièrement  condamné pour sa nature sexiste et homophobe.
Il peut être véhiculé par des individus, des instances politiques,ou des institutions (religieuses, associatives, médiatiques...). Il s'exprimait autrefois principalement au travers de groupes et de rassemblements, et se diffusait par les écrits et certains discours sur la place publique et dans les espaces privés, mais il a récemment pris des formes et voies nouvelles avec l'apparition de l'Internet.
Marc Deleplace note que, selon le contexte, dans la sphère du politique, le discours de haine peut avoir des effets très différents qui sont, entre deux extrêmes : susciter une réaction visant à le contrôler, ou au contraire justifier la violence politique.

## Discours haineux en ligne

### Prise en compte
L'Internet et les réseaux sociaux ont été un nouveau moyen de diffusion très large et rapide  de ce discours, avant qu'il y ait la moindre réglementation du cyberespace à ce sujet, et le Web s'est d'abord beaucoup développé aux États-Unis où le Premier amendement garantit une liberté d'expression presque sans limite, ce qui a freiné la mise en place d'une politique mondiale sur le discours haineux sur Internet, alors même que se développent parfois des comportements organisés de cyberharcèlement collectif (y compris sexiste et/ou homophobe comme dans le cas récent de la Ligue du LOL en France). Parfois il s'agit de campagnes de harcèlement soutenues par des gouvernements ou des lobbys, souvent justifiées par des conflits politiques, religieux et/ou idéologiques. Internet peut aussi être utilisé comme plate-forme de recrutement et de propagande en ligne pour des groupes radicaux et violents prêchant la haine. Google et d'autres développent des projets visant à contenir ou contrecarrer ces phénomènes. En 2019, N. Derzy note en 2019 que face à la résilience intrinsèque des réseaux sociaux sur l'Internet, « il est devenu évident que des solutions efficaces pour lutter contre la haine en ligne et les problèmes juridiques et de protection de la vie privée soulevés par les plates-formes de médias sociaux en ligne nécessitent un effort combiné de la part des entreprises technologiques, des décideurs et des chercheurs ».
En 1997 au sein de l'ONU, la Commission des droits de l'homme se montre assez préoccupée par le sujet, pour adopter une résolution visant à faire le point sur l'utilisation d'Internet à des fins d'incitation à la haine raciale, à la propagande raciste et à la xénophobie, et sur les moyens de promouvoir la coopération internationale dans ce domaine, en vue d'une conférence mondiale sur le sujet. Le Haut Commissariat aux droits de l'homme est chargé de ce travail.
Un rapport ONU de 2001 montre que « des individus et des groupes aux croyances et aux programmes racistes se sont servis de cette ressource de communication pour nouer et renforcer leurs liens et pour rendre leur matériel raciste, de plus en plus volumineux et de plus en plus sophistiqué, accessible en ligne aux utilisateurs d’Internet », suscitant des réactions « de la part de divers agents, notamment des gouvernements, des organisations internationales et des organisations privées. Certains de ces efforts ciblent les créateurs (ou « auteurs ») de contenu raciste ou les entités qui stockent et facilitent l'accès à ce contenu (ou « hébergeur ») ». D'autres efforts portent sur le destinataire ultime du contenu, qu'on cherche alors à sensibiliser et responsabiliser, dont en les aidant à identifier les sites dont le contenu leur est jugé répréhensible ou nuisible afin de les éviter. Au tout début du XXIe siècle, les systèmes judiciaires nationaux commencent à cibler les créateurs de contenu haineux, et/ou leurs hébergeurs, et ils peuvent s'appuyer sur Interpol (ainsi un tribunal français a jugé une entreprise américaine de l'Internet pour avoir donné accès à du matériel illicite à des résidents français, et un tribunal allemand a « autorisé la poursuite d'un résident australien pour avoir publié hors de l'Allemagne un contenu illégal accessible aux utilisateurs d'Internet en Allemagne » ce qui a permis à une commission australienne de lui ordonner de retirer ce contenu illégal, hébergé en Australie. En 2001, plusieurs pays surveillent déjà ce type de contenu sur l'Internet, et subordonnent l'attribution de licences à des fournisseurs à un engagement à interdire l’accès au matériel haineux et plus généralement au matériel « illicite ou préjudiciable ». Des législations commencent aussi à criminaliser ce délit ou créent une responsabilité civile pour les visites effectuées par les utilisateurs finaux sur des sites interdits.
Des organisations privées commencent aussi à proposer des logiciels de filtrage et d'étiquetage de contenu, ou à cibler les créateurs de contenu ou les fournisseurs d'hébergement, dont via l'ouverture de sites ou de « lignes directes où des usagers peuvent se plaindre d'un contenu Internet qu'elles jugent illégal ou préjudiciable. Les plaintes jugées recevables peuvent alors donner suite à des actions contre le fournisseur d’hébergement ou le contrevenant. En outre beaucoup de fournisseurs d’accès vont créer ou adopter un code de conduite ou des règles de refus d'hébergement de contenus illicites ou préjudiciables, dont haineux, s'engageant à les supprimer dès qu’ils apparaissent sur leurs sites. L’Union européenne a adopté un « Plan d’action pour la promotion d’une utilisation plus sûre d’Internet » pendant que le Haut-Commissariat des Nations unies aux droits de l'homme (HCDH), l'OCDE et d'autres travaillaient à encourager la coopération internationale, dont pour combattre le racisme basé sur Internet.
La position de l'UNESCO est que sur Internet ou hors Internet, « la libre circulation de l'information soit toujours la norme. Le contre-discours est généralement préférable à la répression de la liberté de parole. Et toute mesure de restriction de la liberté d'expression doit être soigneusement considérée afin de garantir que ce type d'action demeure tout à fait exceptionnel et que le débat légitime et approfondi ne soit pas entravé », néanmoins les hébergeurs et les utilisateurs doivent s'efforcer de refuser le discours haineux, notamment dans les lieux tels que Facebook ou Twitter qui font facilement et rapidement passer une parole privée dans l'espace public. En juin 2020, à la suite du mouvement  Black lives Matter, de nombreuses grandes entreprises menacent, sous la pression de la société civile, de couper leurs dépenses publicitaires sur Facebook, plateforme suspectée via son ciblage de laisser la part trop belle aux discours polarisants en particulier ceux incitant à la haine.

### Des objectifs idéologiques, mais aussi financiers et de pouvoir
Pour The Guardian, la haine en ligne sur les réseaux sociaux, qui est activement diffusée par des mouvements d'extrême droite, répond par ailleurs à des objectifs financiers et de pouvoir. Les messages de haine génèrent en effet un plus fort engagement (commentaires, propagation) des usagers de ces réseaux  et sont donc très rentables, et  la création de contenu toxique est devenue un moyen de subsistance viable, via les publicités qui les accompagnent. Cet objectif financier, partagé par les milliardaires du secteur, rejoint les besoins d'hommes politiques tels que Poutine, pour qui ces discours permettent d'instrumentaliser une colère présente dans une population déclassé ou appauvrie, et peuvent conduire à une mobilisation du type de celle rencontrée lors de l'attaque du Capitole aux États-Unis. Cela permet « de changer la société avec succès, détruisant la confiance que nous avons les uns envers les autres et envers les institutions », et, en polarisant la société, d'éviter un statu quo qui n'est pas dans leur intérêt.

## Législation
Des lois contre le discours haineux existent aux échelles nationales et internationales. Elles ont souvent un ou deux objectifs : 1) préserver l'ordre public, et 2) protéger la dignité humaine. Le premier exige qu'un seuil plus élevé soit violé, pour que la loi n'ait pas à être appliqués trop fréquemment. Par exemple, en Irlande du Nord, en 1992, une seule personne avait été poursuivie pour avoir enfreint cette réglementation depuis vingt et un ans. Les réglementations destinées à protéger la dignité humaine ont un seuil de violation beaucoup plus bas, de sorte que les réglementations du Canada, du Danemark, de la France, de l'Allemagne et des Pays-Bas ont tendance à être appliqués plus fréquemment.

### Législation internationale
La Déclaration universelle des droits de l'homme, écrite à la suite des deux guerres mondiales est le premier texte international qui engage tous les États membres à promouvoir « le respect universel et effectif des droits de l'homme et des libertés fondamentales pour tous, sans distinction de race, de sexe, de langue ou de religion ». Elle a été suivie d'autres textes ciblant plus précisément les discours de haine :
- Le Pacte international relatif aux droits civils et politiques (PIDCP, ONU, 1966) stipule que « tout appel à la haine nationale, raciale ou religieuse qui constitue une incitation à la discrimination, à l'hostilité ou à la violence est interdit par la loi »[15].
- La Convention sur l'élimination de toutes les formes de discrimination raciale (CIEDR, ONU, 1965[16]) interdit toute incitation au racisme[17].
- La Convention pour la prévention et la répression du crime de génocide condamne (et cherche, en amont à prévenir) l'incitation au crime de génocide. Elle a été approuvée le 9 décembre 1948 et est en vigueur depuis le 12 janvier 1951.
- La Convention sur l'élimination de toutes les formes de discrimination à l'égard des femmes, adoptée le 18 décembre 1979, et en vigueur depuis le 3 septembre 1981.

### Liberté d'expression et lutte contre le discours haineux
En Europe et aux États-Unis, dans les années 1990, débute une recherche de repères de langage afin de limiter les discours de haine, jugés équivalents à la discrimination, dans le but de punir l'utilisation de mots ou expressions qui, « délibérément ou involontairement, manifesteraient une haine ou un mépris envers un groupe de personnes en raison de leur appartenance ethnique, raciale, culturelle, religieuse ou sexuelle ou en référence à leur santé mentale ou physique ». Il s'agit de concilier[réf. nécessaire] le droit à la liberté d'expression avec le droit à la liberté de pensée, de conscience et de religion ou le droit de ne pas être victime de discrimination.
Dans la pratique, selon Benoit Frydman, la jurisprudence de la Cour des droits de l’homme, de manière remarquablement constante, « refuse pratiquement toujours de condamner les États lorsque ceux-ci préviennent le blasphème par la censure ou le sanctionnent, y compris pénalement. En d’autres termes, dans l’état actuel de cette jurisprudence, il ne peut être affirmé qu’il existe, en Europe, un « droit de blasphémer » ». À l’inverse, Frydman souligne que « c’est la liberté de religion et de culte qui est mise en avant et réinterprétée, de manière assez stupéfiante, comme incluant un droit pour les fidèles à ne pas être heurtés dans leurs convictions religieuses. » Selon lui, on ne peut que constater « la distance qui sépare actuellement les déclarations de principe sur la défense de la laïcité et de la liberté de la presse de la réalité du droit européen des droits de l’homme, tel qu’il se révèle à l’analyse des décisions nationales qui sanctionnent les blasphémateurs et de la jurisprudence européenne qui entérine celles-ci. »,.
Certains s'opposent à toute interdiction de la parole, en affirmant que tout débat est essentiel pour la recherche de la vérité et que le contrôle de la parole interdit cette recherche en la censurant au départ.
Aux États-Unis, le gouvernement ne peut pas limiter la liberté d'expression. Le premier amendement de la Constitution l'interdit. La jurisprudence traduit cette loi par le fait que le gouvernement ne peut pas réguler le contenu des discours mais qu'il peut traiter les effets néfastes de ces discours par le biais de lois contre la diffamation ou contre l'incitation à la violence.
En Allemagne, la constitution est plus restrictive, elle garantit la liberté d'exprimer ses opinions tout en précisant que cette liberté d'expression ne doit pas troubler l'ordre social, selon le concept de « Volksverhetzung » du Strafgesetzbuch, le code criminel allemand.
En France, la loi Pleven (1972) et la loi Gayssot (1990) ainsi que diverses lois mémorielles limitent la liberté d'expression, instituent un délit de « provocation publique » à la haine raciale, interdisent l'incitation à la haine raciale et le révisionnisme. Auparavant, seule l'« incitation à la violence » était condamnable,. Les spécialistes du droit ont sévèrement critiqué ces reculs de la liberté d'expression.

### Législations nationales sur le discours de haine

#### États-Unis d'Amérique
Le 1er amendement de la constitution stipule que « Le Congrès ne fera aucune loi qui touche l'établissement ou interdise le libre exercice d'une religion, ni qui restreigne la liberté de parole ou de la presse » mais il existe une législation fédérale spécifique contre le crime haineux mais pas directement contre le discours haineux qui peut conduire à ce type de crimes.

#### Afrique du Sud
La loi 4 de 2000 pour la promotion de l'égalité et la prévention de discriminations injustes contient la clause suivante : « Personne ne peut publier, diffuser, soutenir ou communiquer de termes qui (…) pourraient démontrer une intention claire de blesser ou inciter à blesser (moralement ou physiquement), promouvoir ou inciter à la haine ».

#### Allemagne
En Allemagne, le Volksverhetzung (incitation à la haine à l'encontre d'une minorité sous certaines conditions) peut être puni par la section 130 du code criminel allemand de cinq ans de prison maximum.

#### Australie
En Australie, la loi contre la discrimination raciale 1975 interdit les discours de haine : « Il est illégal pour une personne d'avoir une action, autrement qu'en privé, qui serait susceptible dans certaines circonstances d'insulter, d'humilier, de blesser ou d'intimider une autre personne ou un groupe de personnes, quand cette action est faite sur la base de la race, de la couleur de peau ou l'origine ethnique d'une autre personne ou d'un groupe de personnes ».
La section 85ZE de la loi 1914 interdit l'utilisation d'Internet pour distribuer des informations qui pourraient être vécues comme des menaces ou du harcèlement par une personne. Cette loi s'applique aux e-mails.
La loi connaît quelques variations selon les États.

#### Brésil
Au Brésil, selon la constitution de 1988, le racisme et autres formes de discours de haine liés à la race sont des crimes imprescriptibles.

#### Canada

##### Droit pénal canadien
Au Canada, inciter au génocide ou à la haine contre des « groupes identifiables » est un délit dans le code criminel avec emprisonnement de deux à quatorze ans. Un groupe identifiable est défini comme « tout membre du public qui se distingue par sa couleur, sa race, sa religion, son origine ethnique ou son orientation sexuelle ». L'exception de vérité, les sujets de débat public ainsi que les doctrines religieuses sont des exceptions.

##### Législation provinciale en droits de la personne
La Saskatchewan avait la première législation, en 1947, interdisant l'agression sur la base de la race, de la religion, de la couleur de peau, du sexe, de la nationalité, de l'ascendance et du lieu d'origine. La législation de cet État reste plus restrictive que le modèle global canadien. Le « human rights code » de l'État dit par exemple que « Personne ne doit publier ou afficher […] une représentation […] qui […] porte atteinte à la dignité d'une personne ou d'une catégorie de personnes ». En juin 1997, un tribunal avait condamné Hugh Owens sur la base de cette loi alors qu'il avait publié dans un journal une publicité qui utilisait des citations de la Bible en condamnant l'homosexualité. Owens a fait appel et la cour d'appel a rejeté la décision en 2006.
En février 2013, dans l'arrêt Saskatchewan (Human Rights Commission) c. Whatcott, au sujet de tracts homophobes distribués par le militant Bill Whatcott, la Cour suprême du Canada a maintenu en partie les dispositions interdisant le discours haineux dans le contexte de tracts jugés pour deux d'entre eux homophobes.

#### Conseil de l'Europe
Alors que l'article 10 de la Convention européenne des droits de l'homme, qui traite de la liberté d'expression, évoquait simplement la possibilité que cette liberté puisse être soumise à des formalités ou des sanctions, le conseil des ministres du Conseil de l'Europe est allé plus loin en recommandant aux membres de l'Union européenne de combattre les discours de haine. La commission européenne contre le racisme et l'intolérance a également été créée contre le racisme et l'intolérance.

#### Danemark
Le Danemark interdit les discours de haine et les définissent comme des déclarations publiques qui menacent, ridiculisent ou méprisent un groupe à cause de sa race, de la couleur de sa peau, de son origine ethnique ou nationale, de sa foi ou de son orientation sexuelle.

#### Écosse
À la suite notamment des propos controversés de J.K. Rowling et notamment en 2020, une loi contre la Haine est entrée en écosse ce lundi 1er avril 2024, celle-ci suscitant des polémiques ainsi que de nombreuses controverses du fait de la crainte de la perte de la Liberté d'expression notamment aussi dans ce pays,.

#### Finlande
La Finlande interdit également les discours de haine (kiihotus kansanryhmää vastaan/hets mot folkgrupp) qui sont également définis comme des déclarations publiques qui menacent ou insultent un groupe pour des raisons d'identité nationale, raciale, ethnique ou religieuse.

#### France
La diffamation raciste (en « raison de leur origine ou de leur appartenance à une ethnie, une nation, une race ou une religion déterminée ») constitue depuis la Loi du 29 juillet 1881 sur la liberté de la presse un délit pénal et est passible « d'un emprisonnement de un mois à un an et d'une amende de 1 000 F à 1 000 000 de francs ».
Depuis la loi Pleven de 1972, l'incitation à la haine par des propos ou des écrits tenus en public est une infraction pénale. Auparavant, seul l'appel à commettre des délits ou des crimes était réprimée, plus ou moins gravement selon la gravité des crimes et que cette incitation était suivie d'effet. La loi Pleven introduit une autre disposition essentielle. Alors que la législation existante n'autorisait que la personne s'estimant diffamée ou le parquet, en sa qualité de représentant de la société, à saisir la justice, à partir de la loi Pleven, « toute association légalement constituée s'autoproclamant représentative de tel ou tel intérêt ou de telle ou telle communauté » y est autorisée et ceci même en l'absence de plainte individuelle préalable. La conséquence immédiate de cette loi sera « une inflation du contentieux, qui tend à faire du juge l'arbitre de causes variées, et surtout à privatiser l'action publique en autorisant les associations à la déclencher ». Le flou juridique de la notion de provocation et les pièges de la recherche de l'intention coupable étant dénoncé par certains juristes.
La loi Gayssot du 13 juillet 1990 (art. 9) qualifie de délit la contestation de l'existence des crimes contre l'humanité, tels que définis dans le statut du Tribunal militaire international de Nuremberg, c'est-à-dire qui ont été commis soit par les membres d'une organisation déclarée criminelle en application de ce statut, soit par une personne reconnue coupable de tels crimes. Cette loi a posé plusieurs problèmes de constitutionnalité,, et a été critiquée par des historiens et personnalités renommées affirmant que « l'historien n'accepte aucun dogme » et demandant l'abrogation d'articles de loi qualifiés d'« indignes d'un régime démocratique ».
La loi de 1992 sur la réforme du Code pénal, en vigueur depuis 1994, modifie un certain nombre d'articles, en alourdissant certaines peines possibles.
Les lois Pleven et suivantes visaient les discriminations raciales et religieuses, sans traiter des discriminations fondées sur le sexe ou l'orientation sexuelle ; les lois n° 2001-1066 du 16 novembre 2001, n° 2002-73 du 17 janvier 2002 et n° 2003-239 du 18 mars 2003 introduisent des mesures condamnant ces discriminations.
Le 9 juillet 2019, une nouvelle loi, la loi contre les contenus haineux sur Internet, est adoptée par l'Assemblée nationale. Cette loi a fait l'objet de nombreuses critiques.
Les lois de 2018 et de 2020 veillent à la régulation des contenus sur Internet et les réseaux sociaux. La loi de 2018 « relative à la lutte contre la manipulation de l’information », saisit un juge qui peut exiger le retrait d’un contenu sous 48 h. Cette loi est en particulier applicable surtout en période électorale. Elle est accompagnée d’un « devoir de coopération des plateformes » en dehors de la période contrôlée par le CSA. Cependant, il n’y a pas de sanctions précises contre ceux qui ne veulent pas collaborer avec la justice. Le texte de loi de 2020 « relatif à la lutte contre les discours de haine » constitue un système de signalement des contenus haineux sur Internet. Les plateformes doivent retirer sous 24 h les contenus « manifestement illicites » qui ont été signalés. En cas de non coopération, les plateformes subissent une sanction par la loi c’est-à-dire une amende d’environ 4 % du chiffre d’affaires mondial de l’entreprise. Ces modérations sont placées sous le contrôle du CSA. Ces lois font l’objet de controverses.
Affaires notables
En 2002, l'écrivain Michel Houellebecq fut jugé non coupable d'incitation au racisme après avoir déclaré, lors d'une interview : « Et la religion la plus con, c'est quand même l'islam ». Le MRAP et la Ligue française des droits de l'homme qui lui intentent un procès sont déboutés, le tribunal constatant que les propos de Michel Houellebecq relevaient du droit à la critique des doctrines religieuses et considérant que la critique d'une religion ne pouvait s'apparenter à des propos racistes, quant à eux interdits par la loi française.
Affaire des propos de Bruno Gollnisch d'octobre 2004 : en 2007, le tribunal correctionnel de Lyon a condamné Bruno Gollnisch à trois mois de prison avec sursis et à une amende de 55 000 euros pour avoir contesté l'existence de crimes contre l'humanité dans une remarque sur la Shoah. Cette décision est confirmée en appel le 28 février 2008, mais le 23 juin 2009 la Cour de cassation annule la condamnation et blanchit Bruno Gollnisch, arguant du fait qu'il n'avait pas contesté l'existence des crimes contre l'humanité, mais suggéré que les « spécialistes » (c'est-à-dire les historiens) aient légalement le droit de débattre au sujet de ces crimes, sans que la loi n'interdise par avance, dans leurs débats, l'exploration de certaines thèses ou possibilités.
En 2008, Brigitte Bardot est condamnée pour la cinquième fois pour « incitation à la haine raciale ». Le MRAP avait porté plainte parce qu'elle avait dit, dans une lettre au gouvernement au sujet de l'Aïd el-Kebir musulman : « Il y en a marre d'être mené par le bout du nez par toute cette population […] qui détruit notre pays… ».
Après avoir été condamné pour propos homophobes par le tribunal correctionnel de Lille et la Cour d'appel de Roubaix, le député Christian Vanneste qui était poursuivi par Act Up, le Syndicat national des entreprises gaies et SOS Homophobie, est relaxé par la Cour de cassation en novembre 2008. la Cour de cassation constate que ces propos, même s'ils ont « pu heurter la sensibilité de certaines personnes homosexuelles », ne constituent pas une injure, dans la mesure où ces propos « sont mesurées, exempts de toute invective et de volonté de blesser, ayant pour seul objet de nourrir un débat quant à la nécessité d'adopter le texte qui sert de base à l'incrimination ; qu'ainsi ces propos ne dépassaient pas les limites admissibles de la liberté d'expression ».

#### Irlande
En Irlande, le droit à la liberté de parole est garanti par la Constitution (article 40.6.1.i). Mais la loi contre l'incitation à la haine interdit les paroles ou les comportements qui sont « menaçants, abusifs ou insultants et ont pour intention ou sont susceptibles de provoquer la haine contre un groupe de personnes dans l'État ou ailleurs en raison de leur race, couleur de peau, nationalité, religion, origines ethniques ou nationales, leur appartenance aux gens du voyage ou leur orientation sexuelle ».

#### Islande
En Islande, la loi contre les discours de haine n'est pas limitée à la haine. L'article 233a du code pénal islandais dit : « Quiconque, par l'insulte, la menace, la diffamation, le ridicule, ou tout autre manière qui, en public, agresse aussi une personne ou un groupe de personnes en raison de leur nationalité, couleur de peau, race, religion ou orientation sexuelle, sera puni d'emprisonnement jusqu'à deux ans et d'une amende ».

#### Nouvelle-Zélande
La Nouvelle-Zélande interdit les discours de haine sur la base du Human Rights Act 1993. La Section 61 (Disharmonie raciale) rend également illégale la publication ou la distribution de « matériau ou de mots menaçants, insultants ou abusifs qui excitent l'hostilité ou le mépris contre des groupes de personnes [...] en raison de leur couleur de peau, de leur race, de leurs origines ethniques ou nationales. »

#### Norvège
La Norvège interdit les discours de haine et les définit en fonction comme des « déclarations publiques qui menacent ou ridiculisent quelqu'un ou incitent à la haine, la persécution ou le mépris à raison de la couleur de peau, de l'origine ethnique, de l'homosexualité, des styles de vie ou de l'orientation religieuse ou philosophie ».

#### Royaume-Uni
Au Royaume-Uni, le « public order act » depuis 1986, dans sa partie 3, interdit les expressions de haine raciale. La section 18 dit : « Une personne qui use de termes ou de comportements menaçants, abusifs ou insultants, ou les diffuse par écrit est coupable d'un délit si, cette personne a l'intention d'inciter à la haine raciale ou si la haine raciale pourrait être provoquée en conséquence ».
La peine est de sept ans de prison maximum, ou une amende ou les deux.
Le Racial and Religious Hatred Act de 2006 apporta un amendement à celui de 1986 en ajoutant une partie 3A qui ajoute la « haine religieuse ». Mais la section 29J protège cependant la liberté d'expression en précisant que cette partie 3A ne devrait pas « être lue de manière à interdire ou restreindre la discussion, la critique » de tous les systèmes de croyance. En 2008, cette partie 3A reçut un nouvel amendement, ajoutant l'incitation à la haine en raison de « l'orientation sexuelle ».

#### Serbie
En Serbie, la constitution garantit la liberté de parole mais elle déclare qu'elle peut être réduite par la loi afin de protéger les droits et la respectabilité d'autrui. À cause de conflits ethniques durant le XXe siècle, les autorités de Serbie sont très strictes sur les questions ethniques, raciales et religieuses quand il est question de discours de haine. La sanction peut aller jusqu'à dix ans de prison.

#### Singapour
Singapour a passé plusieurs lois interdisant les discours qui font la promotion du conflit dans les groupes religieux. La loi dite « d'harmonie religieuse » en est un exemple.

#### Suède
La Suède interdit également les discours de haine (hets mot folkgrupp) et les définit comme des « déclarations publiques qui menacent ou expriment un manque de respect pour un groupe ethnique ou un groupe similaire à cause de leur race, couleur de peau, origine ethnique ou nationale, leur foi ou leur orientation sexuelle ».

#### Suisse
En Suisse, la discrimination ou l'évocation d'une « rancœur » contre des personnes ou des groupes de personnes en raison de leur race, ethnie, sont punies par un emprisonnement d'un maximum de trois ans ou bien aussi d'une amende.

## Critique de la notion
Les critiques de la notion de discours haineux tournent autour de l'aspect subjectif et personnel de ce qui constitue une offense ou de la haine. En effet, la notion de ce qui est acceptable et de ce qui ne l'est pas diffère selon les cultures, les époques, et l'histoire religieuse de chaque pays.
Par exemple,
- Le fait d'exprimer que l'homosexualité serait immorale ou dangereuse parce qu'elle s'opposerait aux croyances de quelqu'un peut être, selon certains, une expression légitime de ses propres valeurs s'apparentant à la liberté d'expression; alors que pour d'autres, il s'agit bien d'une expression d'homophobie, qui devrait être considérée comme un discours de haine en raison de l'orientation sexuelle.
- Dans une France médiévale et hautement catholique, critiquer la religion, exposer ses dérives et militer pour sa séparation du pouvoir peut être perçu comme une incitation à la violence et une agression envers les religieux, et donc être qualifié de discours haineux.
- Certains termes qui avaient dans le passé des connotations négatives, comme le mot « nègre », ont parfois été récupérés par les communautés visées et ont acquis un sens différent qui ne leur donne plus le même impact. Le fait que le sens diffère selon le contexte est, par exemple, un argument de Judith Butler. Mais d'autres pensent autrement et le mot « nègre » a, par exemple, été condamné par Bill Cosby[56], Jesse Jackson[57] et Richard Pryor.
- Dans une certaine mesure, être en faveur du droit de vote des femmes dans des temps postérieurs à la seconde guerre mondiale peut être perçu par les hommes comme une attaque et donc être qualifié de discours haineux.
- Certaines plaisanteries sur les femmes (comme le stéréotype de la blonde) ont parfois été assimilées à des discours de haine[58],[59].

La répression juridique et le censure des discours qualifiés de haineux est basé sur des conceptions subjectives du monde et très souvent populaire de ce qui est acceptable ou non, pouvant facilement entraîner la censure d'idée non populaire de l'époque. Il semble que la meilleure réponse contre les discours de haine soit le dialogue, la discussion et l'argumentation pour assurer la perpétuation des valeurs démocratiques partagées par de nombreux pays.
Selon John Tierney, journaliste pour le City Journal (en), la censure des discours de haine, dont la définition ne cesse de s'élargir, est à mettre en rapport avec un mouvement plus large de censure qui inclut les actions de certains activistes comme Sleeping Giants ou les actions parfois violentes sur les universités américaines visant à empêcher la venue de certains conférenciers. Selon John Tierney, les médias de gauche font, dans ce cadre, preuve de complaisance et se font le relais de ce mouvement de censure envers les médias conservateurs. Cette complaisance va même encore plus loin lorsque des médias, comme Slate, se réjouissent ou minimisent les violences physiques commises par des antifas envers les journalistes conservateurs (par exemple l'attaque contre Andy Ngo hospitalisé avec une hémorragie cérébrale). Pour Tierney, la liberté d'expression n'est plus sacrée chez les jeunes journalistes américains.

## Citations
- « Les négateurs ne sont pas des critiques. Une haine n'est pas une intelligence. Injurier n'est pas discuter. », Victor Hugo (issue de William Shakespeare).
- « Il n'est pas de méthode de raisonnement plus commune, mais aussi plus blâmable, que celle de s'efforcer de réfuter une hypothèse en prétextant que ses conséquences sont dangereuses pour la religion et pour la moralité. Quand une opinion nous conduit à des absurdités, elle est certainement fausse ; mais il n'est pas certain qu'une opinion soit fausse parce qu'il en résulte des conséquences dangereuses. On devrait entièrement s'abstenir de telles considérations qui servent, non pas à découvrir la vérité, mais simplement à rendre odieuse la personne d'un contradicteur. », David Hume (Traité de la nature humaine, livre II, 3e partie, section II).